# Nada Vrkljan-Križić
Nada Vrkljan-Križić bila je hrvatska povjesničarka umjetnosti. Rođena je u Beogradu 8. siječnja 1940. a preminula je u Zagrebu 1. studenog 2012. Diplomirala je francuski jezik i povijest umjetnosti 1970. na Filozofskom fakultetu u Zagrebu. Radila u Regionalnom zavodu za zaštitu spomenika kulture (1972–81), bila je kustosica u Galeriji primitivne umjetnosti u sastavu Galerija grada Zagreba (1981–94), potom je radila u Muzeju suvremene umjetnosti (1995–2004). Pisala o problemima muzeja i galerija te kritike i predgovore u katalozima (N. Kavurić-Kurtović, M. Skurjeni, I. Lacković Croata, K. Sirovy). Autorica je većega broja izložaba naivnoga slikarstva.Bila je i predsjednica Hrvatskog muzejskog društva te urednica časopisa Vijesti konzervatore i muzealaca.Godine 2003. dobila je francusko odličje viteza za umjetnost i književnost,te 2006. nagradu za životno djelo Hrvatskog muzejskog društva. Pisala je i o glazbi posebice o šansoni.

## Vanjske poveznice
- iN memoriam: Nada Vrkljan-Križić (1940. – 2012.)